# ニコ・ピロスマニ
ニコ・ピロスマニ（英語: Niko Pirosmani、本名：ニコロズ・ピロスマナシヴィリ（英語: Nikoloz Pirosmanashvili、グルジア語: ნიკოლოზ ფიროსმანაშვილი）、1862年 - 1918年4月9日）は、19世紀末から20世紀初頭にかけて活躍したグルジア（現・ジョージア）の画家。その生涯において、画家としては看板画を描いて収入を得ることを生業とすることが多かった。「放浪の画家」あるいは「孤高の画家」と称される。また、時にはニカラ（ნიკალა，Nik'ala）の通称で呼ばれていたこともあった。
画題は動物、静物、人物、室内画、風景、歴史画、宗教的なものに及ぶ。熱心な正教徒であり、復活祭や子羊といったキリスト教的なモチーフも数多く描いた。また、制作にあたり、モデルのみならず写真や本の挿絵を参考にしていた。生涯にわたり2000点近い作品を描いたとされるが、現在まで伝わっているものは220点ほどである。油彩画を主に描いたが、フレスコ画やガラス絵も残している。彼の画風はプリミティヴィスム（原始主義）あるいは素朴派（ナイーブ・アート）に分類されるが、同時にジョージアやカフカス地方におけるイコンやフレスコ画の系譜を引くとされる。

## 生涯

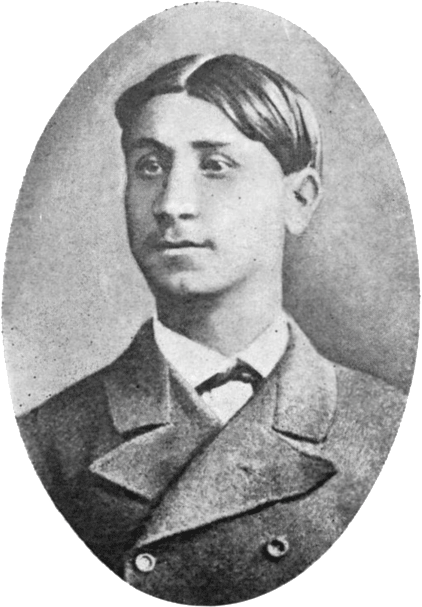
1880年、当時18歳のニコ・ピロスマニ

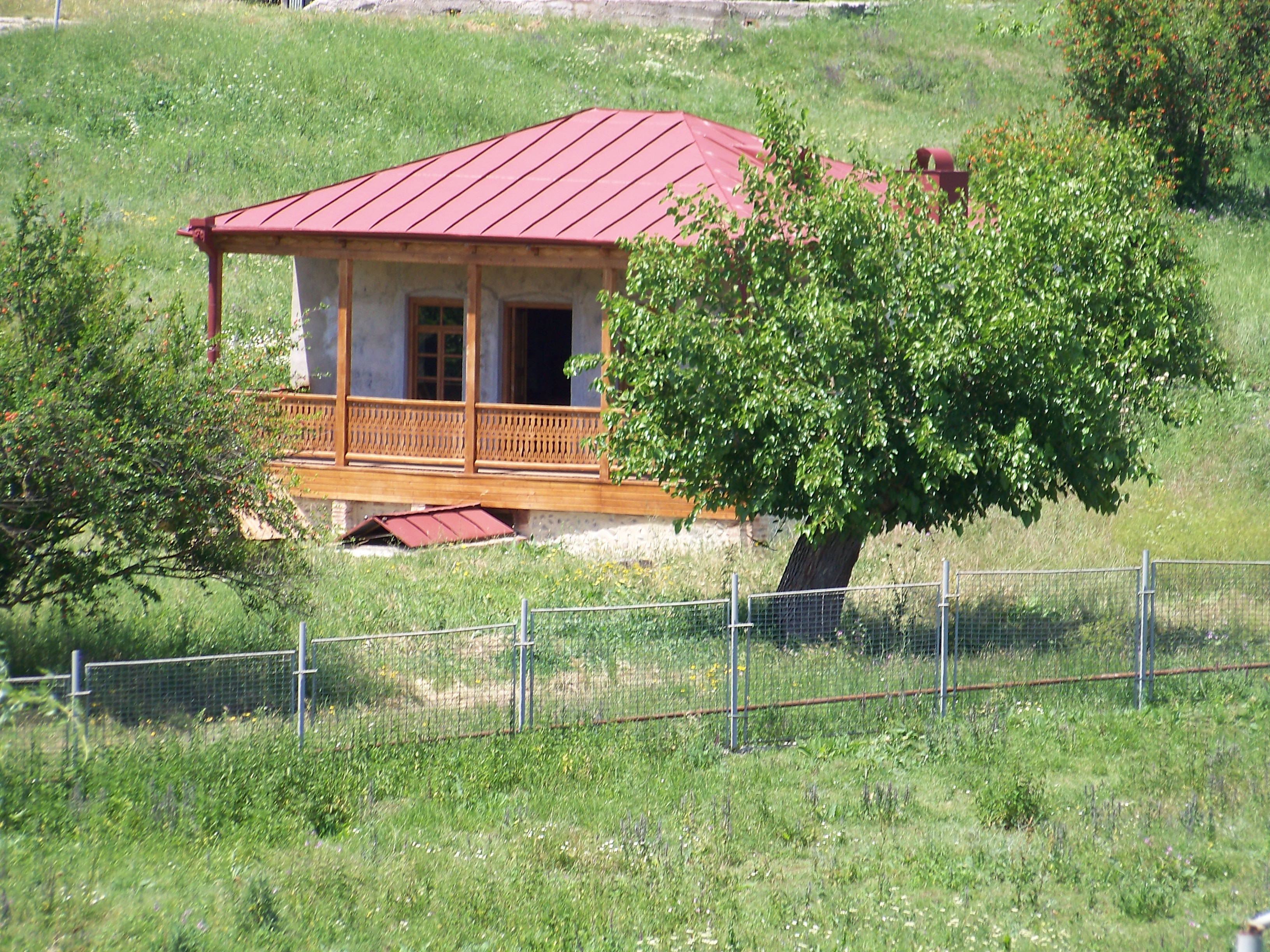
ニコ・ピロスマニの生家

ロシア帝国統治下のグルジア東部のミルザーニ村の貧しい農民の家に生まれた。出生名はニコライ・アスラノヴィチ・ピロスマナシュヴィリ（Никола́й Асла́нович Пиросманашви́ли）であった。ピロスマニの出生を証明する公的文書や記録が見つかっておらず、正確な生年月日が明らかでないものの、有力説の一つとしては1862年といわれている。これは、彼が鉄道会社に就職した際に提出した記録にもとづき逆算したものである。彼は家族の次男として生を受け、父アスラン・ピロスマナシュヴィリと母テクレ・トクリカシュヴィリ、そして兄のゲオルギならびに姉のマリアムとぺぺに囲まれて育つ。しかし、後に彼自身が語ったところによれば、1870年頃に父を、その直後に母と兄を病で失う。ピロスマニと次女ぺぺは、すでに嫁いでいた長姉マリアムを頼り、チフリス（現トビリシ）へと移住したが、マリアムもほどなくしてコレラで亡くなった。
故郷カヘティに戻ったぺぺと別れたピロスマニは、アルメニア出身の裕福な貴族、カランタロフ家に使用人として奉公に出された。彼の少年時代については異説もあるが、いずれにせよカラントロフ家の庇護下にあったようである。彼はその後、住み込みで働きながらジョージア語、アルメニア語、ロシア語での読み書きやジョージアの古典・民話、演劇やオペラに触れ、自身でも劇作などを行っていた。カランタロフ家から出た後、ピロスマニはグルジア鉄道で制動手として働いたり（この間、彼はジョージア国内を見て回ることができた）自分の商店をもったりしたが、体が弱いうえに人付き合いがうまく行かなかったため長続きしなかった。その後、独学で習得した絵を描くことに専念するようになった。

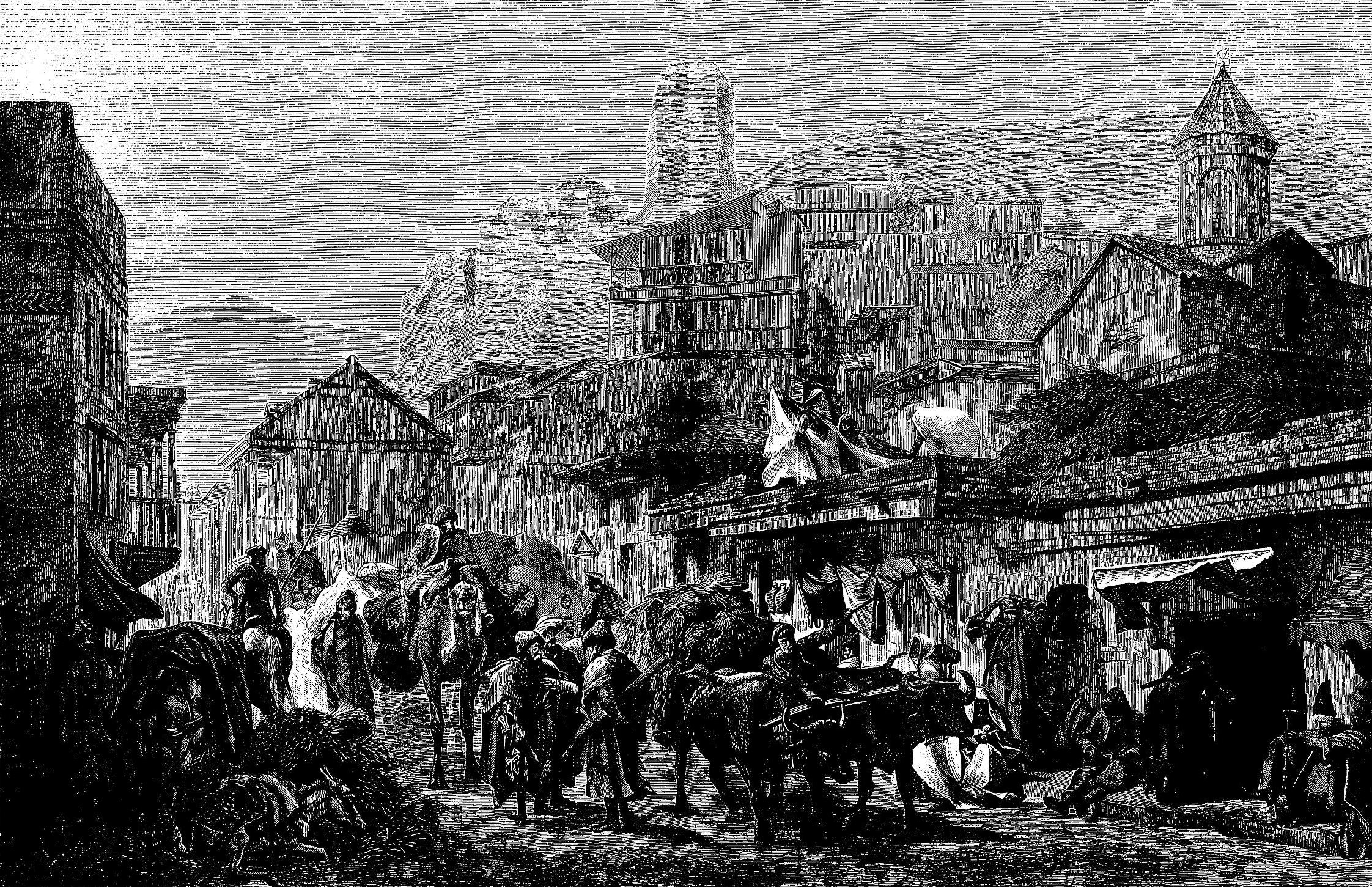
チフリスの街並み　1884年

彼はプリミティヴィスム（原始主義）あるいは素朴派（ナイーブ・アート）の画家に分類されており、彼の絵の多くは野原にたたずむ動物たちや食卓を囲むグルジアの人々を描いたものである。彼はグルジアを流浪しながら絵を描いてその日暮らしを続けた。画材代にも事欠く有様だったので、廉価なテーブルクロス用の防水布（露: клеёнка）に描かれた作品も少なくない。ロシアの詩人で美術評論家であったイリヤ・ズダネビッチとフランスから来たミシェル・ルダンチクがジョージアを訪れた際に見い出され、一旦はロシア美術界から注目され名が知られるようになったが、そのプリミティヴな画風ゆえに新聞などから幼稚な絵だという非難を浴びてしまった。おりから第一次世界大戦やロシア革命の混乱の中、看板の仕事も激減したという。チフリスのロシア未来派芸術家・ズダネーヴィチ兄弟らがその才能を見抜き、作品蒐集を始める頃には、彼は既に晩年であった。
1918年春の復活祭の日、第一次世界大戦とスペインかぜによる混乱のなか、失意と貧困のうちにチフリスで死去した。死の直前に入院した病院、ならびに正確な墓所も明らかでない。おりしもグルジア民主共和国成立直前のことであった。

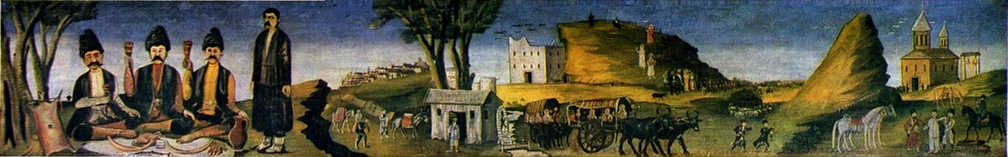
『カヘティの叙事詩（アラサン渓谷）』　1900年前後 縦90 cm、横5.3 m。制作に1、2週間ほど要したという。

## 評価

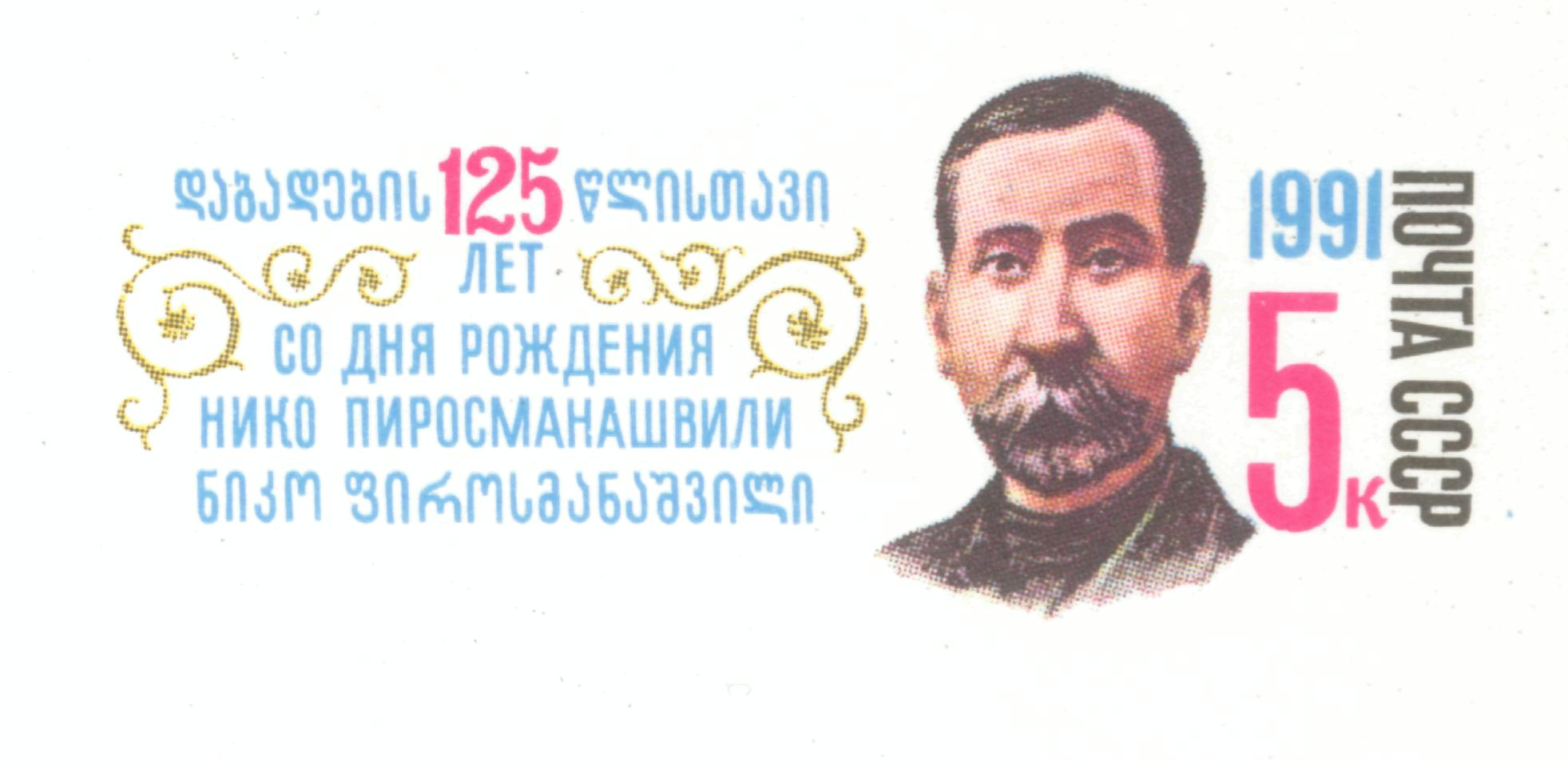
生誕125周年記念切手（ソ連、1991年）

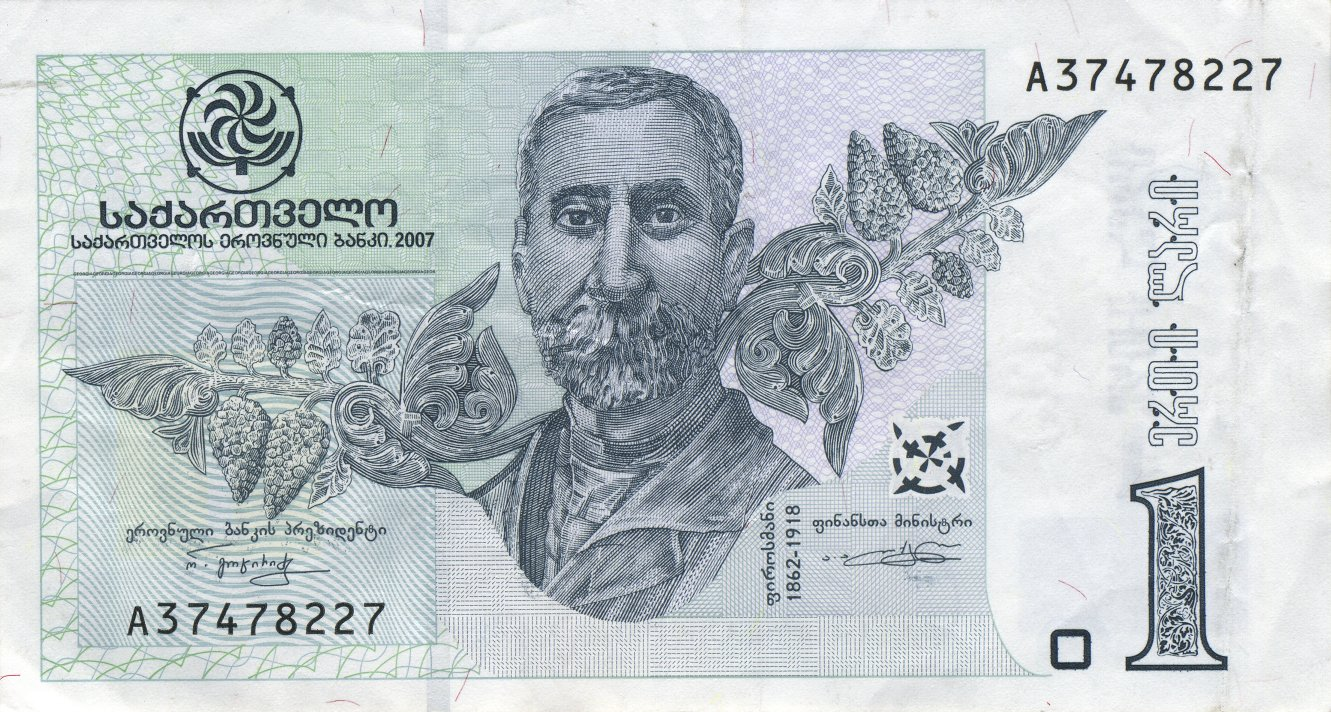
ジョージアの1ラリ紙幣

死後グルジアでは国民的画家として愛されるようになったほか、ロシアをはじめとした各国でも有名である。ただし、ソビエト連邦においては、大粛清から第二次世界大戦、ヨシフ・スターリンの死までの15年の間、すなわち、1939年から1953年にかけ、彼に関する出版物は一切出されなかった。1969年にはパリで大規模な回顧展が開催された。
山口昌男は著書『知の即興空間』のなかで、ソビエト連邦の美術史家、エラスト・クズネツォフによるピロスマニ評を紹介している。クズネツォフは『ニコ・ピロスマニ』（レニングラード、1983年）の序文において、ピロスマニは目に見える存在を描こうとしたのではなく、「描く対象の象徴や記号というべき」存在を描こうとしたと論じたうえで、ピロスマニの民族的手法について次のように指摘している。
「ピロスマニの世界においてはっきりと表されているのは、民俗芸術の伝統である。庶民的・民俗絵画はステレオタイプの多用ということで特徴づけることができる。事実、この民俗的手法は殆ど自動的に行われる。」—エラスト・クズネツォフ
クズネツォフはまた、ピロスマニがほかのプリミティブ派同様に人間と自然の間に境界線を引かなかったこと、また、彼の描く動物は人間の眼と類似していることに言及したうえで、ライオン、鹿、キリンを描いた作品は自身の自画像として制作されたものであり、彼の内面・感情をこれら動物をつうじて直截的に表した、と主張している。

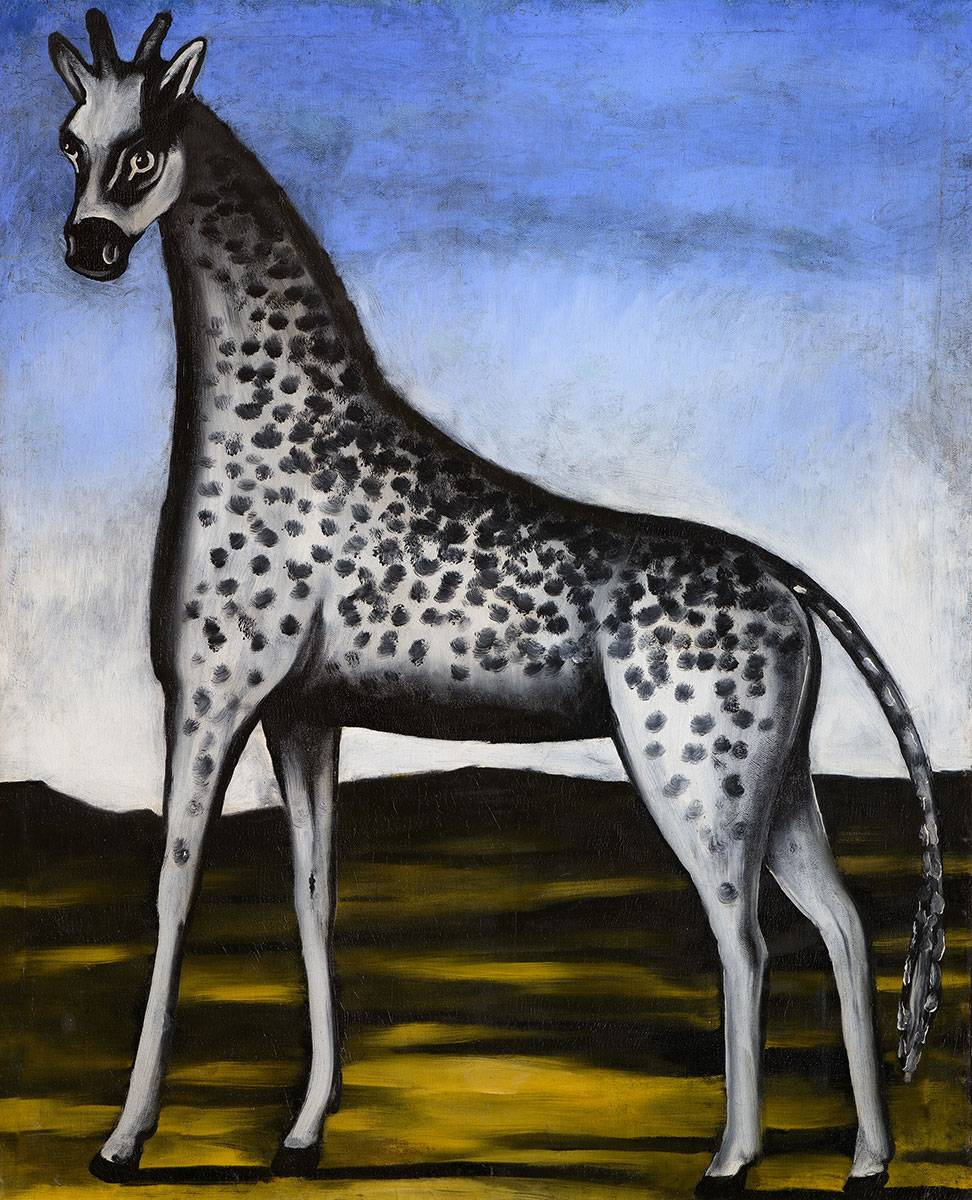
『キリン』　1905年

彼の国内外での評価にもかかわらず、研究においては困難も多い。理由の一つには、ピロスマニや彼の作品に関する情報について知るのに、推定や証言に依らざるをえないことがある。また、彼の死後数十年間のグルジアにおける政治的状況は、生前のピロスマニを知る人々へのインタビューを困難にさせた。これにくわえ、彼に関する文献・論文の大半がグルジア語ないしロシア語でしか出版されてこなかったことが、ジョージア国外での研究を難しくさせている。
その生涯は映画化もされ、ソ連（グルジア）では1969年にギオルギ・シェンゲラヤによる伝記映画『放浪の画家ピロスマニ』（原題：Пиросмани）が、1985年にはセルゲイ・パラジャーノフによるドキュメンタリー映画『ピロスマニのアラベスク』(原題：Фильм Арабески на тему Пиросмани、日本公開は翌年）が公開された。
またソ連では、1991年に生誕125周年を記念する肖像入り切手が発行された。独立後のジョージアで発行されている1ラリ紙幣にも、その肖像が使用されている。ジョージアワインのピロスマニ銘柄の陶器瓶の模様にも彼の絵が採用されているものがある。
2011年刊行『放浪の画家 ニコ・ピロスマニ』では日本在住のジョージア人による評価が述べられており、遺伝学者アレクサンドレ・レジャヴァはピロスマニについて「人々をいつくしむ愛の象徴」と言及している。

## ロマンスにまつわる逸話

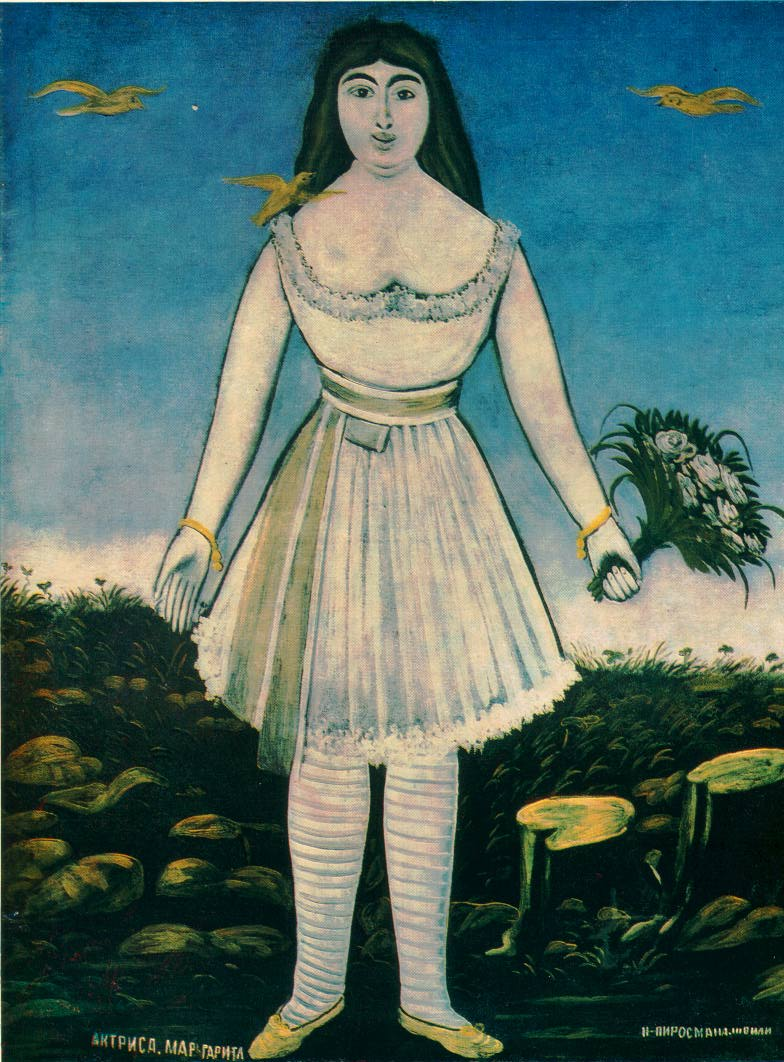
「女優マルガリータ」 （1909年）、グルジア国立美術館

ピロスマニは、1894年に彼の町を訪れたフランス人女優マルガリータとのロマンチックな出会いで知られている。彼女を深く愛したピロスマニは、その愛を示すため、彼女の滞在中の家の前の道路を花で埋め尽くしたという。やがて、放浪の旅に出たピロスマニは15年後に『女優マルガリータ』を描いた。この話は、1981年にラトビアの歌謡コンテストで優勝した曲に、アンドレイ・ヴォズネセンスキーが原曲の歌詞とは関係なく、この花で埋め尽くしたというエピソードで詩を付け、その曲がロシアでヒットしたことにより有名となり、この曲は後に日本でも加藤登紀子の歌う『百万本のバラ』としてヒットした。
ただし、このロマンスはそれ以前から知られていたものの、その信憑性については疑義があり、1975年にピロスマニに関する研究書を著したエラスト・クズネツォフは、その著作の中でマルガリータの実在性に強い疑問を呈していた。
また、山之内重美も2002年の著作において、ピロスマニにマルガリータという名の恋人がいたことは認めつつも、彼女がバラの花を愛したとか、ピロスマニが大量の真紅のバラを贈ったといったエピソードは、ヴォズネセンスキーの創作であるとしている。

が、山之内の説は怪しい。1923年にチフリス（現トビリシ）に滞在したパウストフスキーが、当時既にこの地で「ピロスマニがマルガリータにあふれんばかりの花を贈った」伝承が存在したことを記録しているからである。よってヴォズネセンスキーも、パウストフスキーの著作やトビリシ出身者からの見聞を通してこの逸話を知る機会はあり、「無から有を生んだ」との断言はできない。
1969年にルーブル美術館で行われたピロスマニの展覧会の際にパリで撮られたというマルガリータの写真がある。彼女はパリの小劇場『ベル・ビュー』の女優でダンサー兼シャンソン歌手だったとされている。マルガリータはこの展覧会を訪れた際に、ピロスマニとのいきさつについて記した手紙を関係者に渡したが、のちに失われてしまった。評論家の山田五郎によれば、この展覧会にマルガリータが姿を現したことは当時新聞等のニュースになり、彼女自身はジョージアに公演に行った際にそれらしき画家に会ったが別に大量の花をプレゼントされたことはないとしたとする。

## ギャラリー

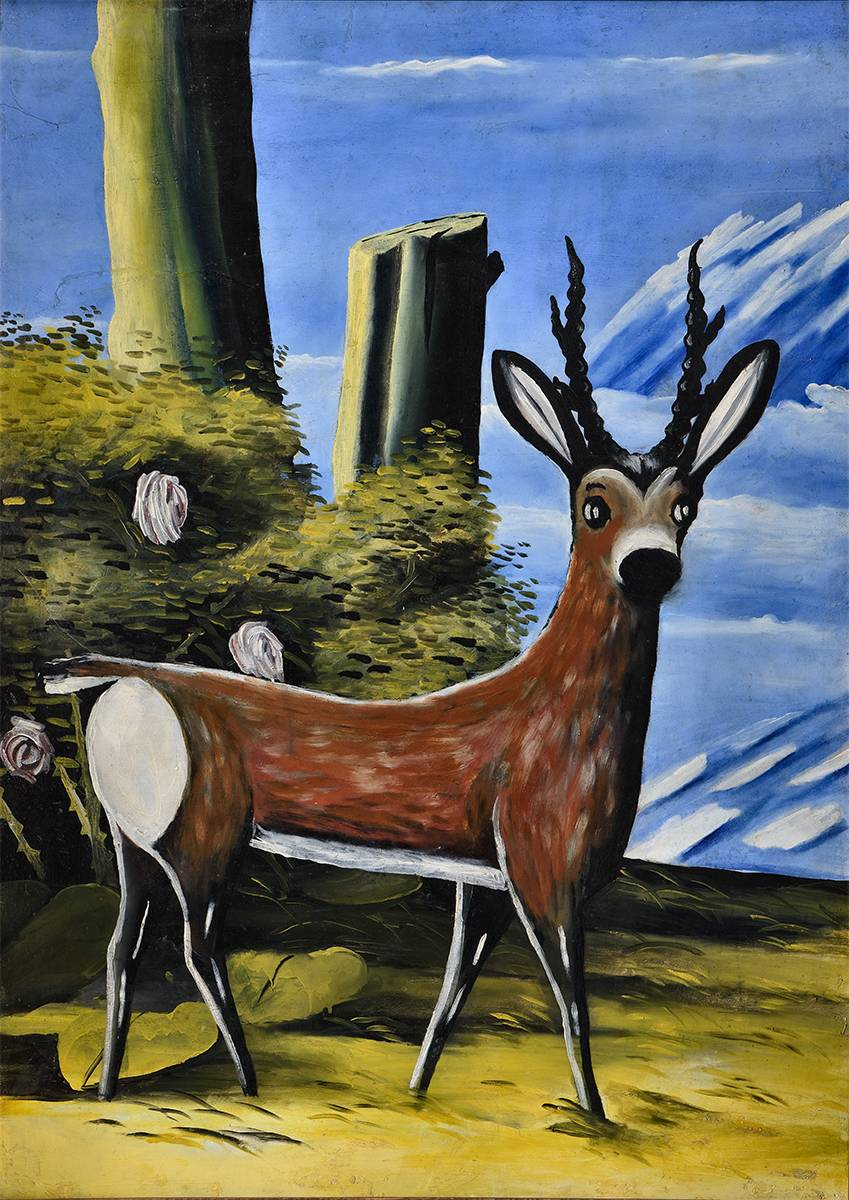
『小鹿のいる風景』　1913年
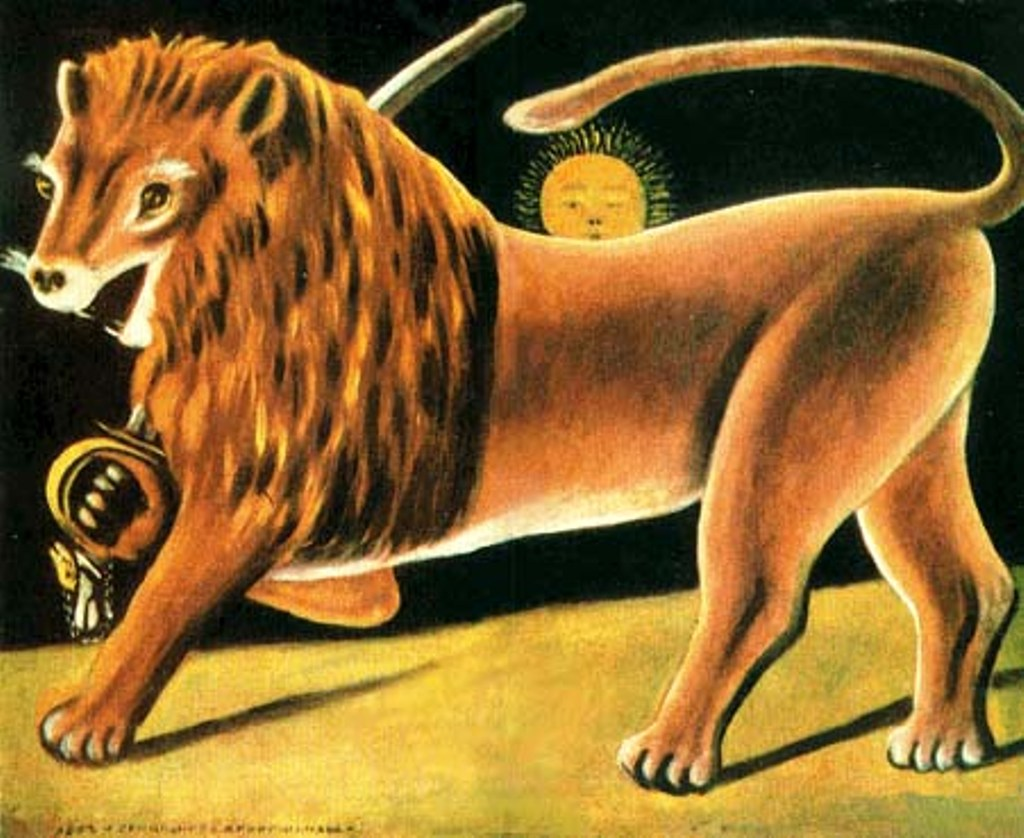
『ライオンと太陽』　1915年
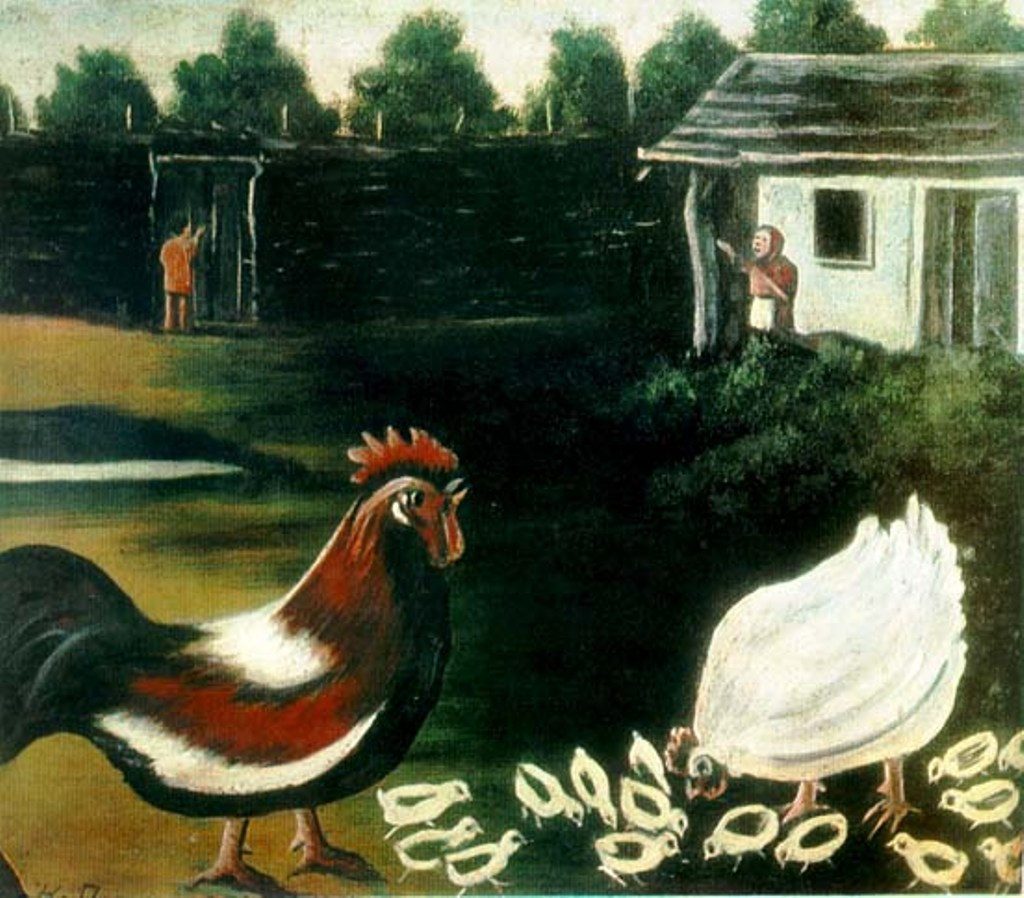
『雄鶏と雌鳥とひよこ』　1917年
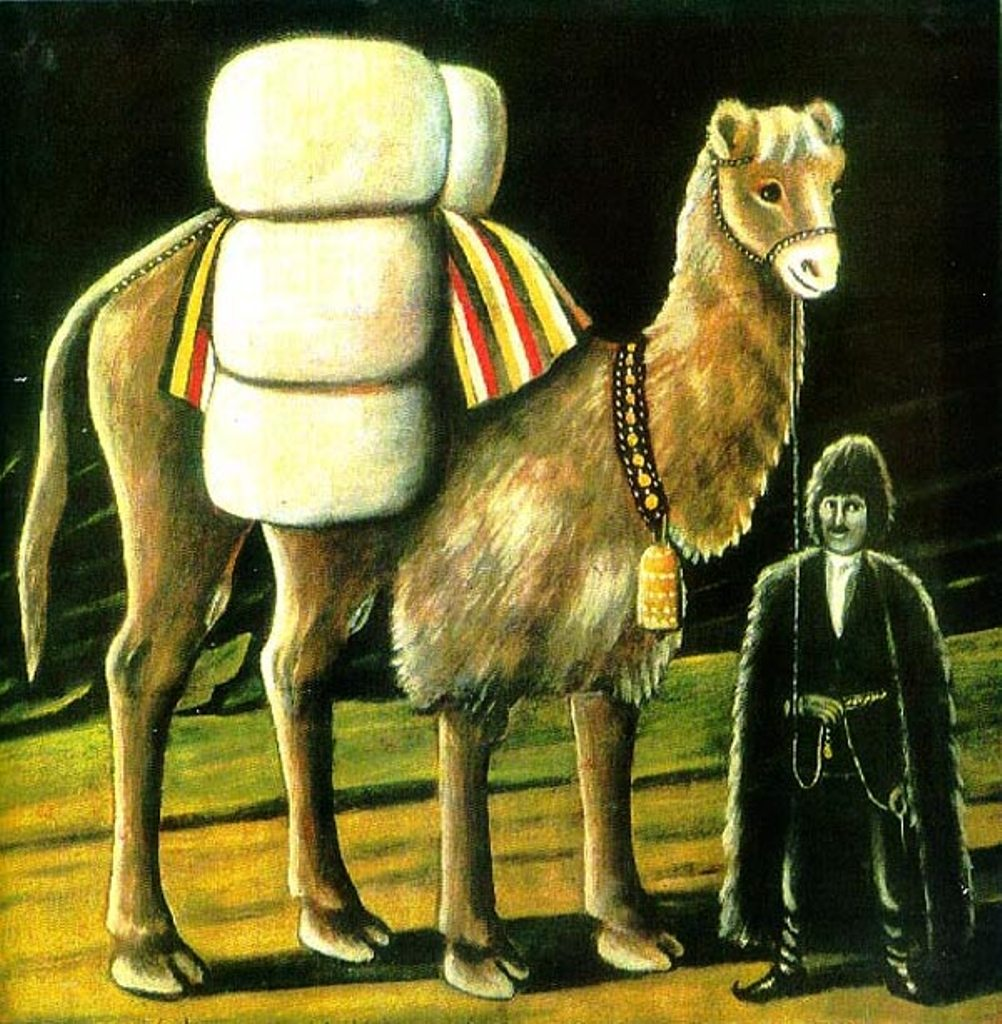
『タタール人の駱駝追い』　1909年
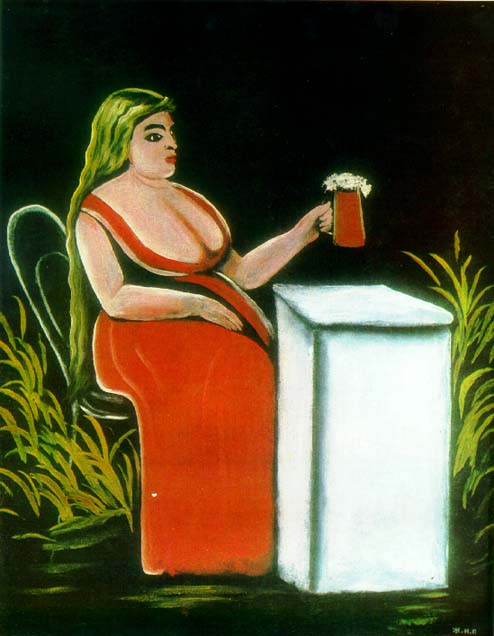
『ビールジョッキをもつ女』（ქალი კათხა ლუდით）　1900年代
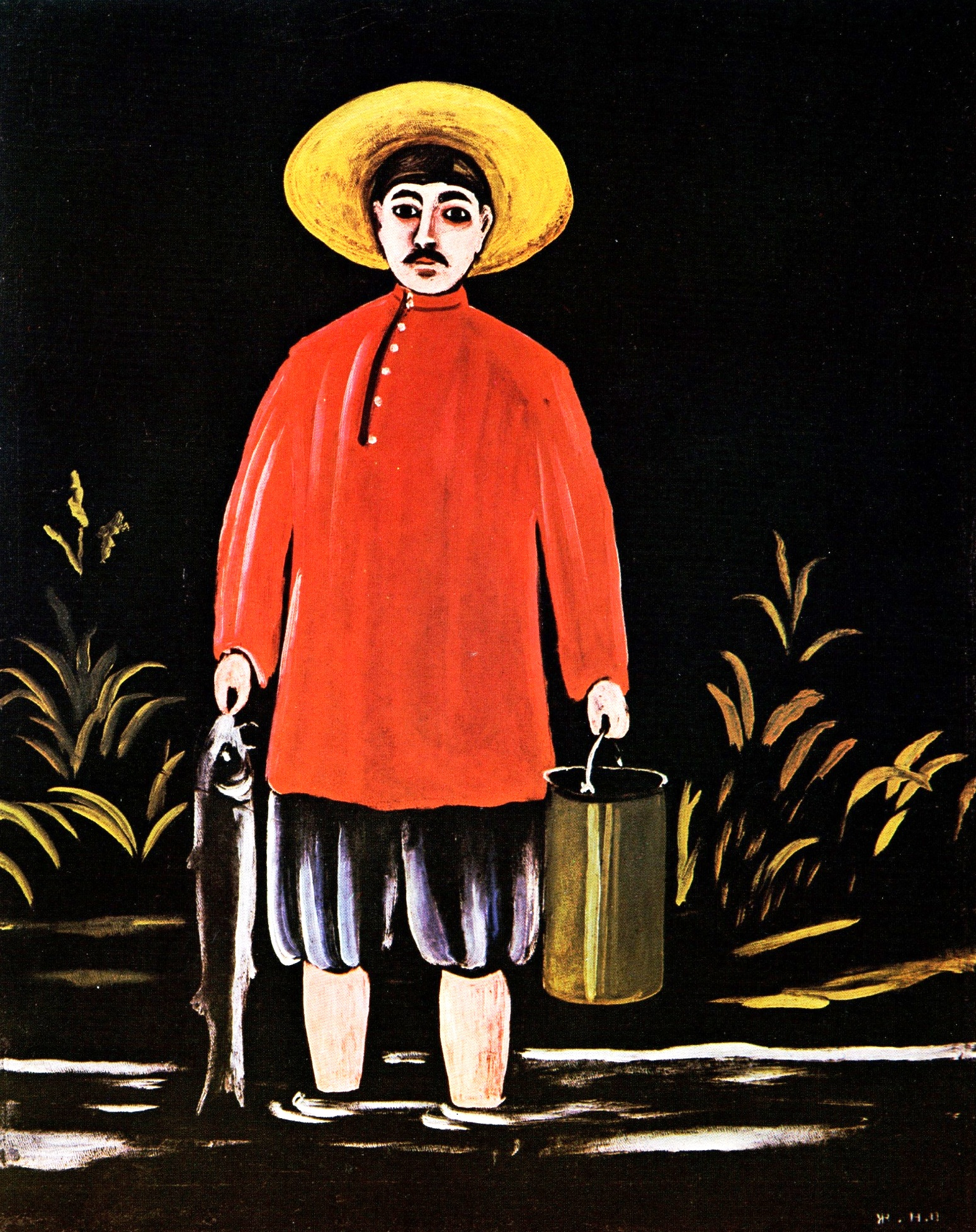
『赤シャツの漁師』　1906年
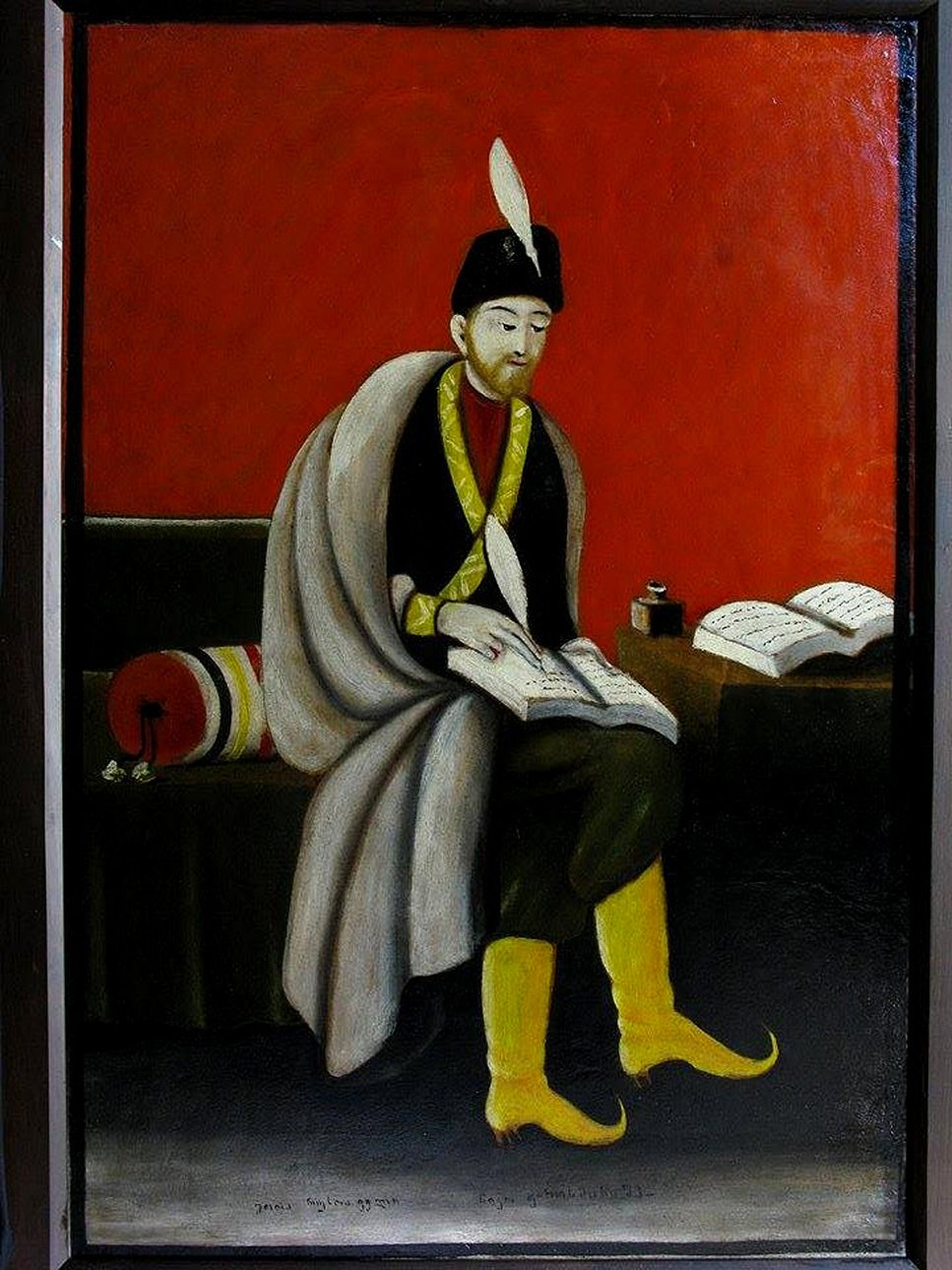
『ショタ・ルスタヴェリ』　20世紀初頭
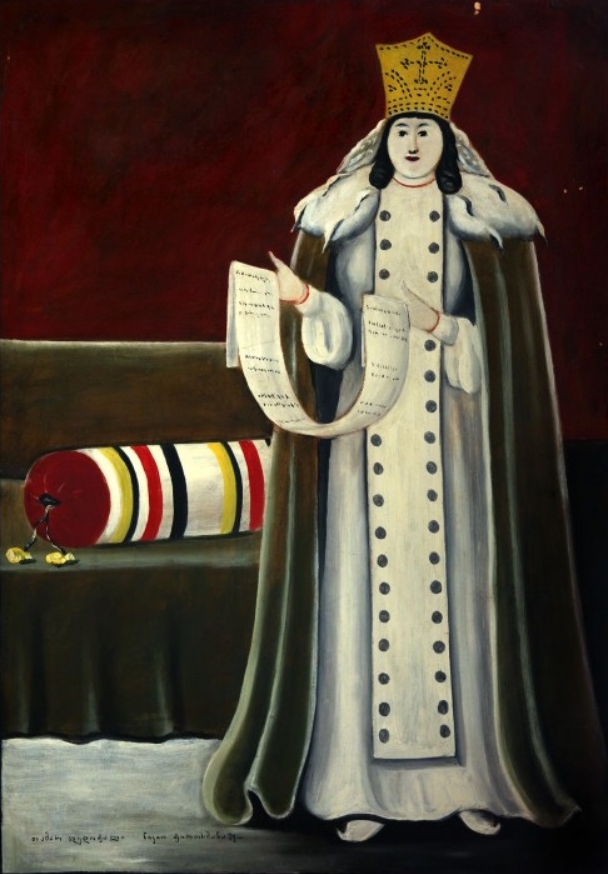
『巻物をもつタマル女王』　制作年代不詳
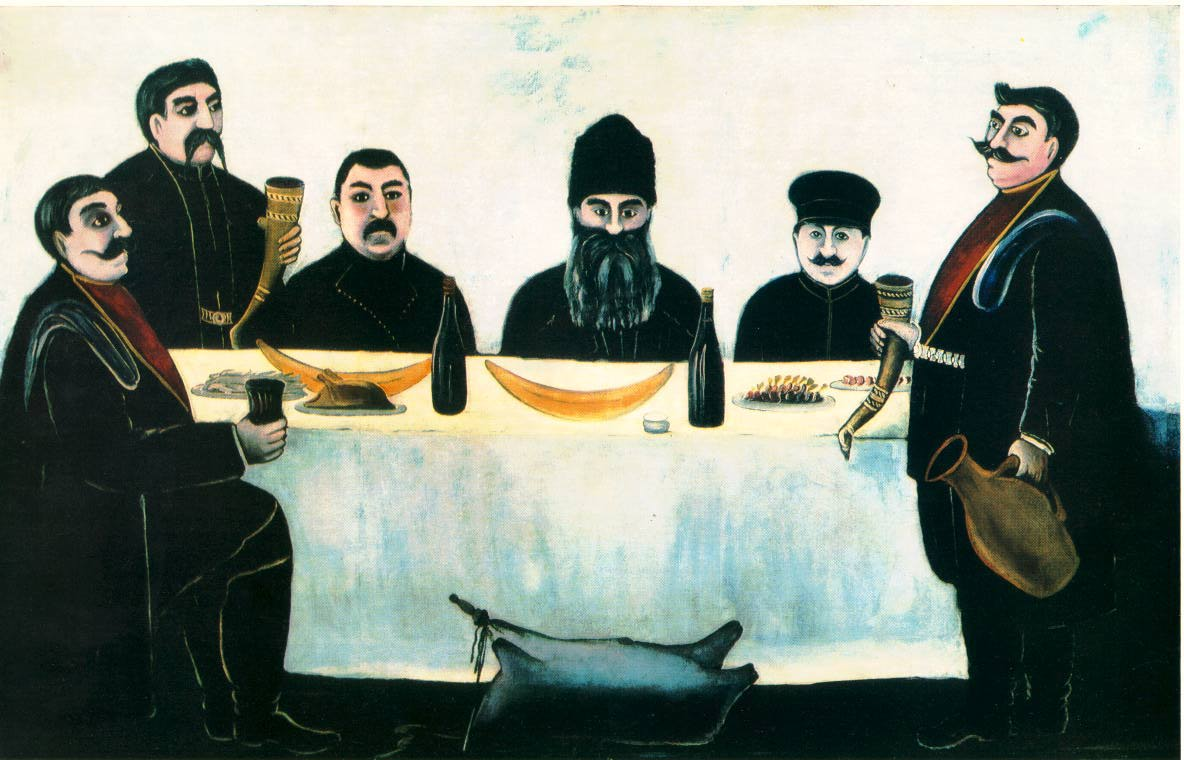
『酒宴（スプラ）』または『ベゴスの友人たち』　1910年代
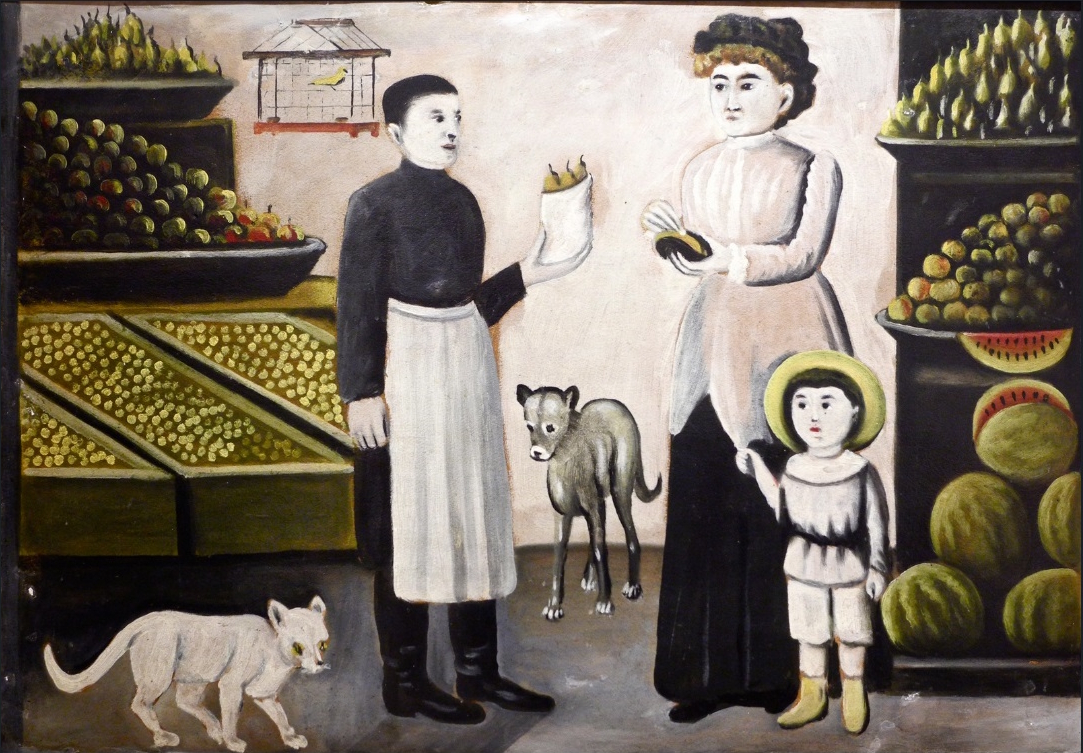
『タタール人の果物屋』
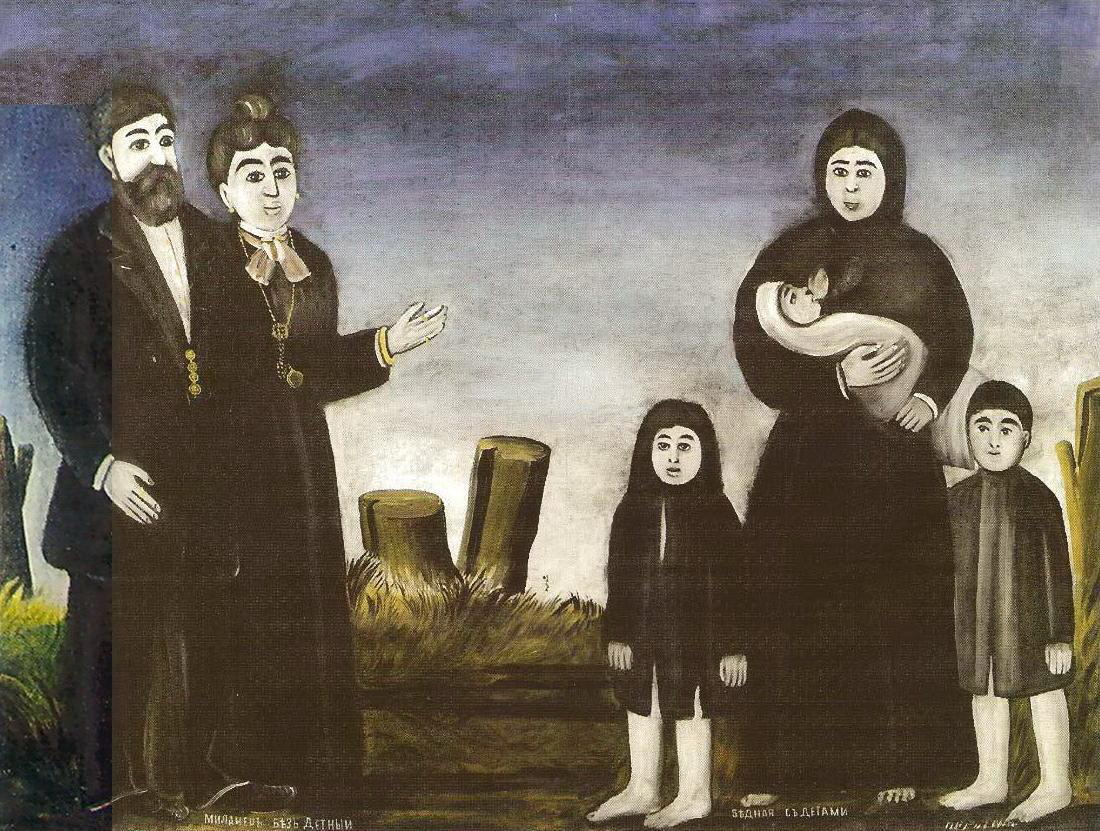
『子どものいない金持夫婦と子だくさんの貧しい女』　1900年代
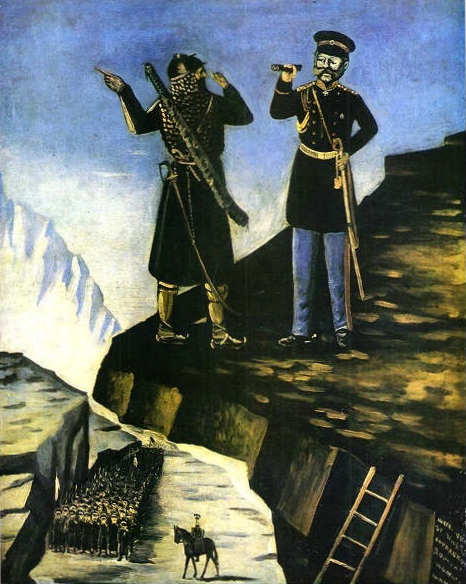
『シャミールを捕らえるバリャチンスキイ公を補佐するシェテ』
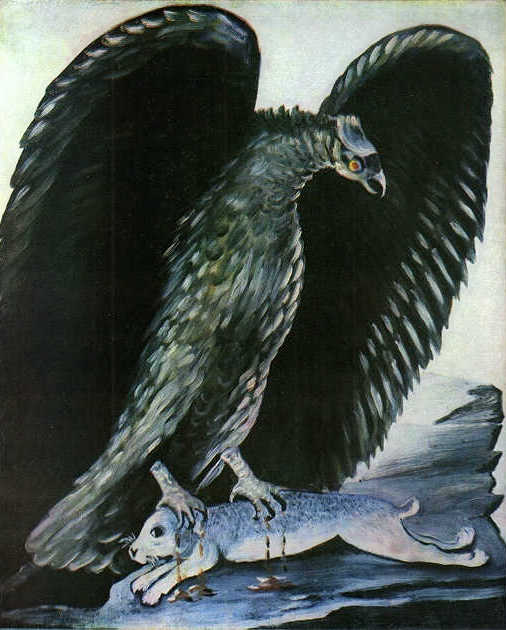
『野兎を捕らえた鷲』　黒いキャンバスに白を塗って完成させている[35]。
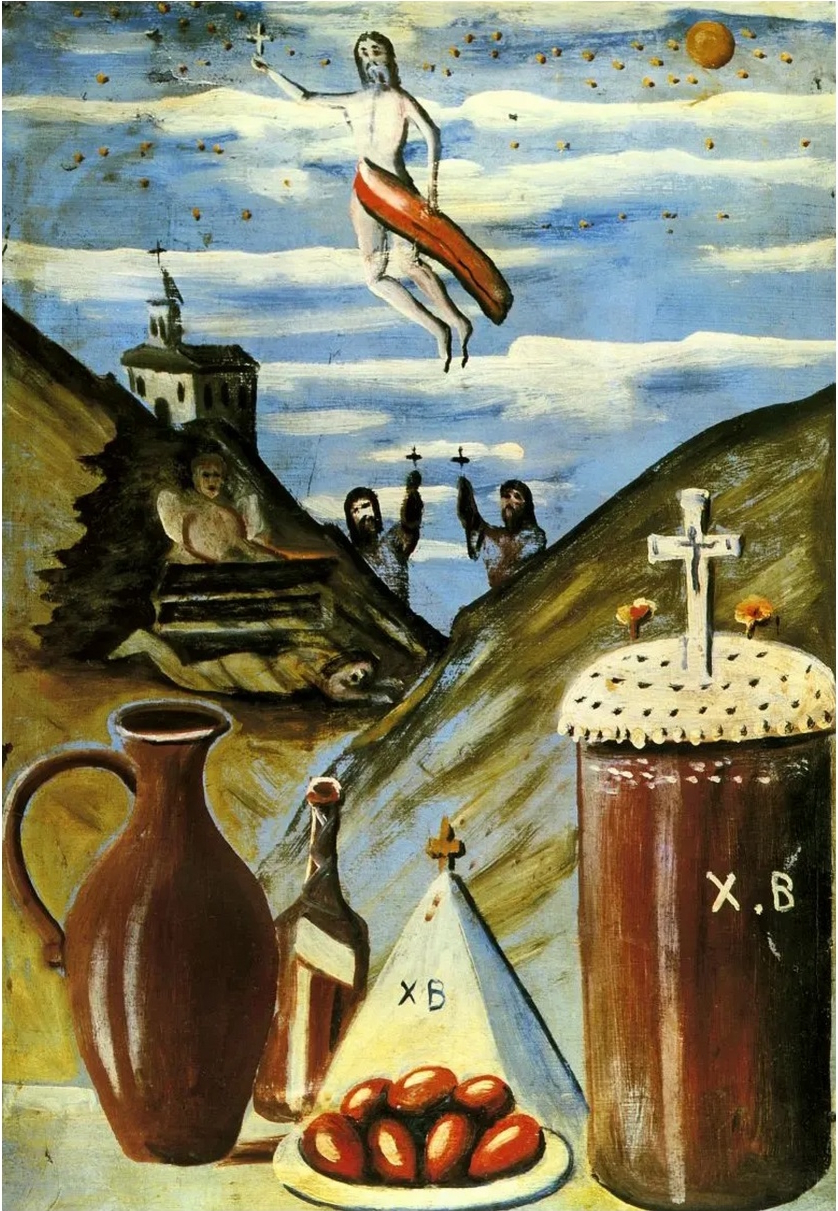
『昇天』　1900年代から1910年代
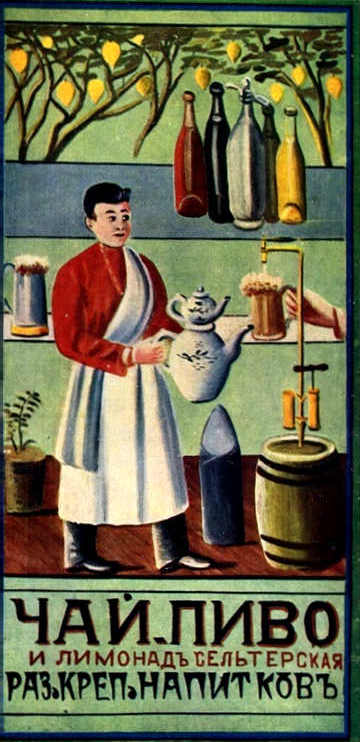
看板／茶ービール

## 書籍
- Alfred Nützmann: Niko Pirosmani. Henschelverlag, Berlin 1975
- Erast Kusnezow: Niko Pirosmani: 1862-1918. Aurora-Kunstverlag, Leningrad 1983
- Bice Curiger (Hrsg.): Zeichen und Wunder. Niko Pirosmani (1862-1918) und die Kunst der Gegenwart. Cantz, Küsnacht/Ostfildern 1995, ISBN 3-89322-710-5
- Christiane Bauermeister, Ulrich Eckhardt: Niko Pirosmani: Der georgische Maler 1862-1918. Argon, Berlin 1988, ISBN 3-87024-140-3
- Pirosmani 1862 –1818. Musée des Beaux-Arts de Nantes, Edition MeMo, Nantes 1999, ISBN 2-910391-19-1